# Стефан Грабінський
Ст́ефан Грабі́нський (пол. Stefan Grabiński; 26 лютого 1887, Кам'янка-Струмилова — 12 листопада 1936, Львів) — польський письменник, представник жанру жахіть у польській літературі першої половини XX століття, званий «польським По» та «польським Лавкрафтом».

## Життєпис
Стефан Грабінський народився 26 лютого 1887 року в греко-католицькій сім'ї голови повітового суду Діонізія Грабінського і вчительки гри на піаніно Євгенії Грабінської (з дому — Чубек). Його дитячі й підліткові роки минули в Луці біля Самбора, а після батькової смерти (пом. 1899) вся родина (Стефан, його бабуся, мама і дві сестри) переїхала до Львова.
1904 року (за іншими даними — 1902-го) Стефан перейшов із Самбірської гімназії до V Львівського ліцею-гімназії, званого «бернардинським». Закінчивши повний курс навчання — вісім класів — у 1905-му, того ж року вступив на філософський факультет Львівського університету, де вивчав польську літературу й класичну філологію. Слухав лекції, зокрема, Вільгельма Брунхальського, Йозефа Калленбаха та Романа Пілата. Там він познайомився зі Станіславом Котом, Юліушем Кляйнером, Тадеушем Сінком, Станіславом Лемпіцьким і Стефаном Верчинським.
Ще в гімназіяльні роки у Грабінського виявилася спадкова хвороба — кістковий туберкульоз, від якого рано померли його батько і сестри. Ця обставина, а також властива письменникові ще з дитинства велика побожність значно вплинули на розвиток його творчості й на формування світогляду.
Здобувши вищу освіту в червні 1910 року, упродовж 1910—1914 років він викладав польську та латинську мови у двох львівських гімназіях — 3-й міській гімназії імені Цісаря Франца-Йосифа I та у приватній. У 1914—1915 роках викладав у Відні. 10 липня 1917 року Грабінський одружився з учителькою музики Казимирою Корвін-Гонсьоровською й переїхав на педагогічну роботу до Перемишля, де подружжя замешкало у кам'яниці на площі Катедральній, 4. У шлюбі народилося двоє доньок. У цьому місті подружжя підтримувало діяльність театру «Фредреум». 1921 року Грабінський ініціював публікацію збірки віршів його на той час уже покійної рідної сестри Марії Чайковської (1892—1918) «Квітка мого життя» (пол. Życia mego kwiat) як додатку до драми «Темні сили». Цього ж року він розійшовся з жінкою та повернувся до Львова та замешкав у своєї матері в будинку на вул. Мурарській, 22 (нинішня вул. Єфремова). На той час у письменника починається криза творчості, його, попри недавні літературні успіхи, стали забувати. 1927 року Грабінський побував в Італії, а 1929 року — в Румунії. Цього ж року в письменника туберкульоз набрав відкритої форми, почалися кровотечі. Довелося покинути роботу й переїхати на село. Там почалася скрута через витрати на ліки й на нове житло. Критик Єжи Пломенський і письменник Кароль Іжиковський, друзі Грабінського, посприяли тому, що 1931 року він одержав Львівську літературну премію. У цьому ж році Грабінський на короткий час переїжджає до Львова, оселяється на вул. Пястів, 18 (нинішня вулиця Союзу Українок), але через загострення хвороби переїжджає у санаторій для легеневих хворих, у курортному селищі Брюховичі. Там письменник помер у злиднях, на руках у матері. Мало хто із знайомих його відвідував. Поховали Грабінського на Янівському цвинтарі у Львові (поховання на полі № 11).

## Творчість

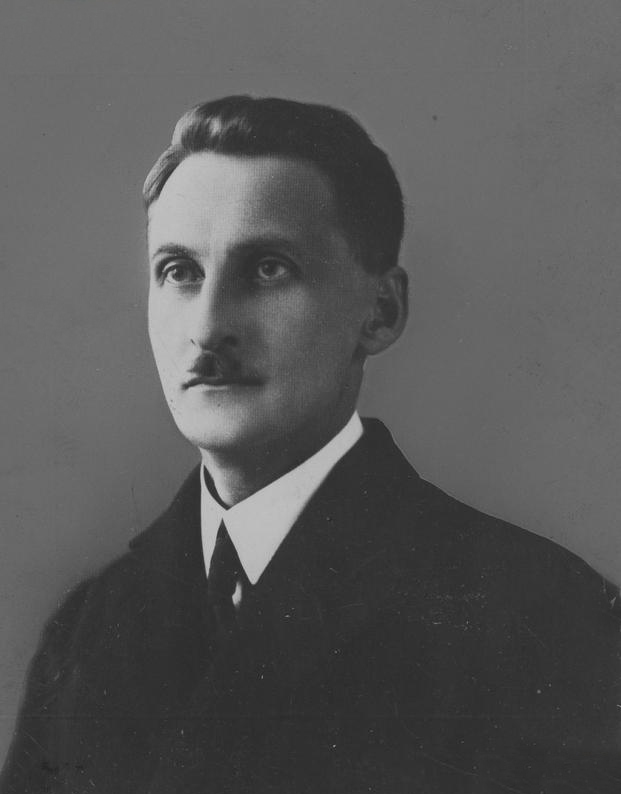
Стефан Грабінський.

Грабінський знаний передусім як майстер малої прози, знавець проблем із галузі парапсихології, магії та демонології. Він цікавився кіномистецтвом, зокрема популярною тоді течією — німецьким експресіонізмом, стежив за розвитком сучасної літератури та філософії. Письменника надихали думки Анрі Берґсона та Вільяма Джеймса, а також творчість його улюбленого автора — Едґара Аллана По, якому він присвятив есей Książę fantastów / «Князь фантастів» (1931).
Грабінський дебютував у 1908-му, коли часопис Nasz Kraj опублікував його оповідання Szalona zagroda / «Несамовита садиба». Наступного року Грабінський під псевдонімом «Стефан Жальний» видав своїм коштом збірку оповідань «З винятків. У сутінку віри», яку критики вважали маловартісною. Став відомий у 1918 році своєю другою книжкою «На трояндовому узгір'ї». Тоді ж розпочав співпрацювати з краківським літературно-мистецьким тижневиком Maski. Здобув славу завдяки «Демонові руху» (1919, Краків) — циклу оповідань жахіть, який ґрунтується на мотивах залізниці, залізничних станцій і поїздів. Ця збірка вийшла ще у Львові (1922) й Варшаві (1929). Заохочений успіхом, автор за короткий час опублікував наступні збірки, частину яких становили тематичні цикли: «Безумний прочанин» (1920), «Страхітлива оповідь» (1922), «Книга вогню» 1922) і «Пристрасність» (1930). Друкувався у варшавських, лодських, краківських, перемишльських та львівських видавництвах, а також у тодішніх масових часописах («Goniec Krakowski», «Gazeta Kaliska», «Słowo Polskie», «Robotnik», «Nowa Reforma», «Kurier Lwowski», «Wiek Nowy», «Pion») i літературних («Wiadomości Literackie», «Głos Literacki», «Maski», «Pro Arte», «Zdrój», «Lwowskie Wiadomości Muzyczne i Literackie»).
Менш цінними в художньому плані вважаються повісті Грабінського. «Саламандра» (1924), «Тінь Бафомета» (1926), «Монастир і море» (1928) та «Острів Ітонґо» (1934) викликали незначний розголос і дошкульну критику, а після Другої світової війни їх визнали анахронічними.
Грабінський також написав три п'єси («Вілла над морем», «Поминальна субота» й «Привиди»), які інсценізовано в театрах Варшави, Львова i Кракова. Прем'єри перших двох відбулися, відповідно, 9 березня 1920 року у варшавському Малому театрі та 31 жовтня 1921 року в краківському Театрі імені Юліуша Словацького.

## Характеристика творчості

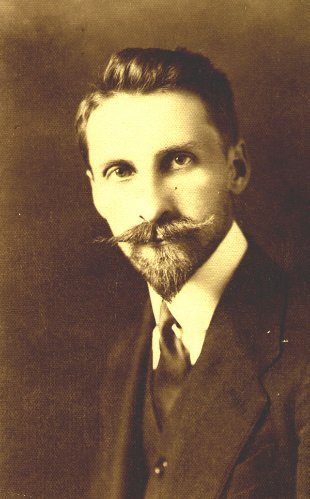
Стефан Грабінський. Жовтень 1919 року. З архіву Йоанни Старенґи.

Стефан Грабінський створив своєрідний пізнаваний літературний стиль, який має в основі традиційну реалістичну оповідь з елементами поезії в прозі. Його твори характерні фіктивними прізвищами й географічними назвами, що легко запам'ятовуються й створюють відповідний настрій.
Сюжет більшості творів письменника побудовано за усталеною схемою: у звичайному, повсякденному житті літературного героя дають себе знати незвичайні й таємничі явища, які зрештою в несподіваному фіналі призводять до кардинальної внутрішньої зміни цього героя або ж — значно частіше — до його загибелі. Місцем дії слугують переважно провінційні містечка, глухі залізничні станції й занедбані, покинуті будинки.
Творчості Грабінського притаманні докладність і дбайливість в описуванні подробиць (наприклад, в оповіданнях із циклу «Демон руху» фігурують фахові терміни, пов'язані із залізницею), а також класичні риси реалістичної прози — правдиве відображення дійсності й психології людини. Водночас автор застосовує засоби, що створюють атмосферу кошмару та жахіть, уміло нарощує напругу.
Найпопулярніші в оповіданнях Грабінського мотиви — це проблема самоусвідомлення, патологічні зміни дійсності реального світу та паралельних світів, життя після смерті, видатні досягнення науки та паранауки, надприродні причини божевілля, демонізм жінок (мотив фатальної жінки).
Артур Гутникевич звернув увагу, що всі фантастичні ідеї Грабінського ґрунтуються на плюралістичній, неоплатонівській концепції дійсності, на уявленні про особливу силу думки й творчої дії та на вірі в динамічну концепцію буття, натхненній доктринами Фрідріха Ніцше й Анрі Берґсона.

## Ставлення до Грабінського
За винятком періоду короткочасної популярності, викликаної «Демоном руху», Грабінський усе життя був маловідомим і недооціненим літератором. Тогочасні критики, призвичаєні до панівної реалістичної та натуралістичної школи, переважною більшістю не сприймали й не розуміли новаторства його «жахітливих оповідей». Одними з небагатьох прихильників Грабінського були Вілям Гожица, Єжи Пломенський і Кароль Іжиковський — популяризатор творів письменника і його приятель.
У Польщі творчістю Грабінського знову зацікавилися вже після Другої світової війни. 1949 року Юліан Тувім видав збірку польської фантастики й помістив у неї два оповідання Грабінського. Дуже багато для популяризації творів письменника зробив історик літератури Артур Гутникевич, автор монографії Życie i twórczość Stefana Grabińskiego (1959) / «Життя і творчість Стефана Грабінського» i редактор тритомника Dzieła wybrane (1980) / «Вибрані твори» письменника. 1975 року видавництво Wydawnictwo Literackie опублікувало в серії «Stanisław Lem poleca» / «Станіслав Лем радить» збірку оповідань Грабінського Niesamowite opowieści / «Несамовиті оповіді» з післямовою самого Станіслава Лема. Любителем творчості Грабінського був критик і теоретик фантастичної літератури Марек Видмух.
З початку 1980-х років настав спад зацікавлення постаттю і творчістю письменника. У пізніші часи творчість Стефана Грабінського пропагує Павел Дунін-Вонсович, видавець першого після Другої світової війни повного видання «Демона руху».
З перспективи феміністичної критики творчість Грабінського інтерпретувала Кристина Клосінська.

## Вшанування пам'яті
- У 2012 році, до 125-ліття від дня народження Стефана Грабінського, кілька перемишльських культурно-наукових, громадських та освітніх організацій і комерційних підприємств започаткувало проєкт GRoza — GRoteska — GRabiński / «Жахіття — Гротеск — Грабінський», у рамках якого відбулися літературні й мистецькі заходи, покликані пропагувати твори у жанрі жахіть. Проєкт охопив міста Краків, Катовиці, Тарнів, Перемишль і Львів.
- 2012 року авдиторію № 51 в І Перемишльському загальноосвітньому ліцеї імені Юліуша Словацького названо іменем Стефана Грабінського.
- 2013 року засновано Премію польської літератури жахіть імені Стефана Грабінського (пол. Nagroda Polskiej Literatury Grozy imienia Stefana Grabińskiego).
- 2017 року знайдено могилу Грабінського, розчищено її від сміття і поставлено новий надгробок[12].
- У Львові на вулиці Союзу Українок, 18 є меморіальна таблиця на будинку, у якому жив письменник Степан Грабінський.

## Твори

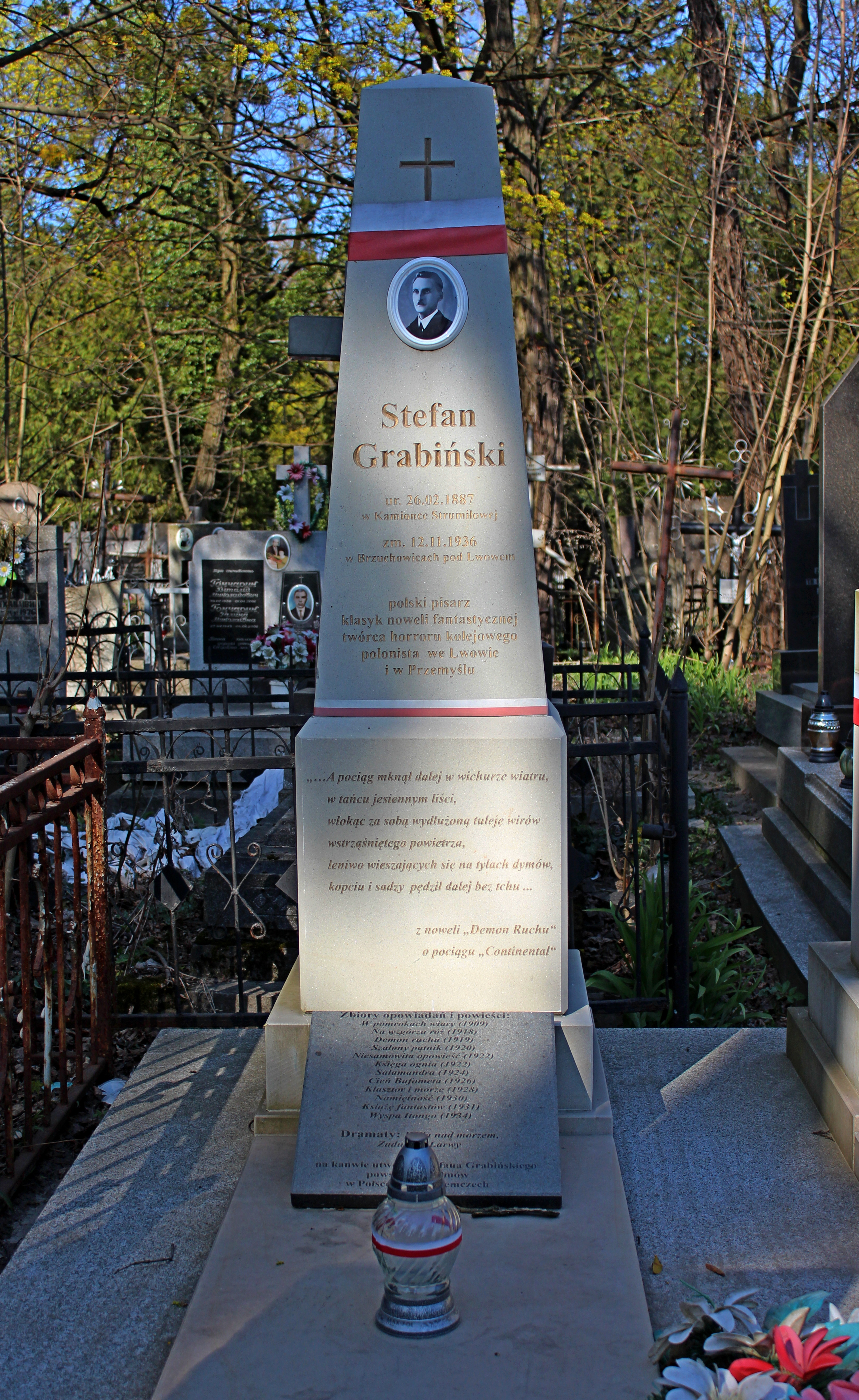
Могила Стефана Грабінського на Янівському цвинтарі.

### Збірки оповідань
- Z wyjątków. W pomrokach wiary (1909) — «З винятків. У сутінку віри»
- Na wzgórzu róż (1918) — «На трояндовому узгір'ї»
- Demon ruchu (1919) — «Демон руху»
- Szalony pątnik (1920) — «Безумний прочанин»
- Niesamowita opowieść (1922) — «Страхітлива оповідь»
- Księga ognia (1922) — «Книга вогню»
- Namiętność (1930) — «Пристрасність»

### Повісті
- Salamandra (1924) — «Саламандра»
- Cień Bafometa (1926) — «Тінь Бафомета»
- Klasztor i morze (1928) — «Монастир і море»
- Wyspa Itongo (1936) — «Острів Ітонґо»
- Motywy docenta Ponowy (почато 1932-го й не закінчено, рукопис) — «Мотиви доцента Понови»

### П'єси
- Willa nad morzem (Ciemne siły) (1921) — «Вілла над морем» («Темні сили»)
- Zaduszki (рукопис) — «Поминальна субота»
- Larwy (Manowiec) (рукопис) — «Ларви» («Манівець»)

### Теоретичні роботи
- Zagadnienie oryginalności w twórczości literackiej (1925) — «Проблема оригінальності у літературній творчості»
- O twórczości fantastycznej. Jej geneza i źródła (близько 1928, машинопис) — «Про творчість у галузі фантастики. Її генезис і джерела»

## Переклади творів
Ще за життя Грабінського два його оповідання перекладено італійською мовою.
Оповідання Грабінського в німецькомовних перекладах Шарлотти Екерт і Курта Кельма вийшли в Німеччині, у серії Bibliothek des Hauses Usher (1953).
1991 року опубліковано російськомовні переклади творів письменника — зокрема «Кочегар» і «Сигналы». 2002 року — двотомник «Избранные произведения в 2 томах» / Пер. И. Колташевой, Н. Смироновой, Л. Ермиловой. — М.: Энигма, 2002.
У 1993 році з Грабінським, завдяки англомовним перекладам Мирослава Липинського, ознайомилися в Сполучених Штатах і назвали цього письменника «польським По». Його вибрані оповідання вийшли там у двох виданнях — The Dark Domain (1993) i The Motion Demon (2005).
2003 року опубліковано O Demónio do movimento — переклад «Демона руху» португальською мовою, який виконав Войцех Хархаліс.
Крім того, твори Грабінського перекладено французькою, італійською, чеською, словацькою та українською мовами.

### Переклади українською
- «Білий упир» (Сажотрусівська оповідка), «Сигнали», «Коханка Шамоти». — «Всесвіт», 1994, № 5-6. Переклали Христина Юревич, Андрій Квятковський і Володимир Павлів
- «Духи старого Львова» (збірка оповідань). — Л.: ЛА «Піраміда», 2001
- «Смалюх» (Оповідання) / Переклад Юрія Винничука // Потойбічне: Українська готична проза ХХ ст. — Львів: Піраміда, 2005 — с. 211—218
- Те саме // Антологія української готичної прози. У 2 томах. Том 2. — Харків: Фоліо, 2014 — с. 221—229
- «Погляд» (Оповідання) / Переклад Мирослави Баліцької // Потойбічне: Українська готична проза ХХ ст. — Львів: Піраміда, 2005 — с. 219—229
- Те саме // Антологія української готичної прози. У 2 томах. Том 2. — Харків: Фоліо, 2014 — с. 230—241
- «Чад» (Оповідання) / Переклад Юрія Винничука // Потойбічне: Українська готична проза ХХ ст. — Львів: Піраміда, 2005 — с.229-236
- Те саме // Антологія української готичної прози. У 2 томах. Том 2. — Харків: Фоліо, 2014 — с. 242—250
- «Саламандра» (Містична повість) / Переклад Юрія Винничука // Дніпро, 2011, № 7 — с. 8-49
- «Саламандра» (оповідання зі збірок «Демон руху» (1919), «Шалений подорожній» (1920), «Несамовита оповідь» (1922), «Книга вогню» (1922) та повість «Саламандра»). Перекладачі: Ю. Винничук, А. Квятковський, Я. Королюк, М. Брижак, М. Трофимук, В. Павлів, М. Баліцька. — Х.: Фоліо, 2018, 320 с. ISBN 978-966-03-7926-8
- Демон руху: [оповідання] / Стефан Грабинський ; пер. з пол. Лариси Андрієвської. — Київ: Знання, 2023. — 165 с. — (Голоси Європи).

## Екранізації
- Kochanka Szamoty (Польща, 1927, режисер Леон Тристан), на основі оповідання Kochanka Szamoty[13]
- Ślepy tor (Польща, 1967, режисер Ришард Бер)[14]
- Pożarowisko (Польща, 1968, режисер Ришард Бер)[15]
- Dom Sary (Польща, 1985, режисер Зиґмунт Лех), на основі оповідання W domu Sary[16]
- Problemat profesora Czelawy (Польща, 1985, режисер Зиґмунт Лех), на основі оповідання Problemat Czelawy[17]
- Nikt nie jest winien (1986, режисер Ришард Заторський), на основі оповідання Willa nad morzem[18]
- Szamota's Mistress (США, 1998, режисер Джозеф Парда) на основі оповідання Kochanka Szamoty[19]
- Szamotas Geliebte (Німеччина, 1999, режисер Гольґер Мандель), на основі оповідання Kochanka Szamoty[20]
- Ultima Thule (Німеччина, 2001, режисер Гольґер Мандель)[21]
- Podróż na wschód (Польща, 2011, режисери Томаш Будзинський і Лукаш Янковський), на основі оповідання Maszynista Grot[22]

## Нагороди
- 1931 — Львівська літературна премія

## Зовнішні джерела
Інтернет-сторінки
- Stefan Grabiński — Сайт Ришарда Войтинського, зокрема ілюстрації до оповідань
- The Dark Domain — англомовний сайт Марка Липинського, присвячений Стефанові Грабінському
- Demon Ruchu — сайт Марцина Зомбика
- Премія імені Стефана Грабінського — головна сторінка
- Йоанна Маєвська. «Стефан Грабінський». Сайт «Інтерактивний Львів». Прочитано 20.02.2020

Твори онлайн
- Wybrane nowele Stefana Grabińskiego. Сайт Wirtualna Biblioteka Literatury Polskiej
- Твори Грабінського на сайті Wolne Lektury
- Stefan Grabiński — зібрання творів Стефана Грабінського

Стаття Стефана Грабінського O maszyniście Grocie
- Stefan Grabiński, «Z mojej pracowni. Opowieść o Maszyniście Grocie. Dzieje noweli — przyczynek do psychologji tworzenia» (Skamander, zeszyt 20, 1920)

Статті в електронних мас-медіа про Стефана Грабінського
- Piotr Kobus, «Somnabulicznym pociągiem na drugi brzeg» (інтернет-видання Fahrenheit, 2007, № 58)
- Tadeusz Krajewski, «Książę fantastów» (сайт «Carpe Noctem»)
- Tadeusz Krajewski, «Człowiek z widmowego pociągu — rzecz o kolejarskich nowelach Stefana Grabińskiego» (сайт «Carpe Noctem»)
- Marcin Wróbel, «O czym pisać, by ulec zapomnieniu. O twórczości Stefana Grabińskiego» (інтернет-журнал «Esensja», 2003 № 8)
- Jędrzej Burszta, «Demon ruchu»[недоступне посилання з липня 2019] (сайт «Res Publica Nowa»)
- Krzysztof Bortnik, Biografia Stefana Grabińskiego
- Евгений Головин. Виталий Карацупа, Вячеслав Короп. Grabinski, Stefan. Грабинский Стефан (26 февраля 1887 — 12 ноября 1936). Сайт «Архив фантастики»